# 천진령
천진령(2000년 10월 23일~)은 대한민국의 축구 선수이다.

## 구단 경력
2023년 6월, 캄보디아 1부 리그 구단 ISI 당코르 센체이 FC와 첫 프로 계약을 체결했다. 이후 2023년 8월 6일에 앙코르 타이거 FC와의 홈 경기에서 프로 데뷔전을 치렀다.